# 君は僕の輝ける星
『君は僕の輝ける星』（きみはぼくのかがやけるほし）は、末次由紀による日本の漫画作品。2002年から2004年まで、『別冊フレンドDX Juliet』『別冊フレンド2004増刊』（いずれも講談社）において掲載された。読み切り作品のシリーズで全3話。単行本は講談社コミックスフレンドより全1巻。2005年10月、作者の作画盗用問題に伴って単行本が絶版・回収となった。

## あらすじ
- 【STORY1　冬の星】

受験を間近に控えた高校3年生・中川すみれは、同級生の伊勢隼人と付き合って1年半。北海道大学への進学を希望している伊勢と離れ離れになる不安から、彼との恋を諦めそうになる。しかし、親友の真智子の言葉に突き動かされ、諦めきれない想いに気づいたすみれは、自分を必要としてくれている伊勢の言葉に涙する。
- 【STORY2　夏の恋】

大学生になったすみれは、遠距離恋愛中の伊勢に会うため、初めての夏休みに札幌を訪れる。久しぶりに会って少しでも長く一緒にいたいと思うすみれだったが、その気持ちが伊勢には伝わらず、遠距離恋愛に自信を失って東京へ帰る。しかし、伊勢を一生の人と思い定め、もう一度彼に逢いたいと願うすみれの目の前に、札幌から駆けつけて来た伊勢が現れ、2人は互いにかけがえない存在であることを確かめ合う。
- 【STORY3　苺の春】

すみれの友人・真智子は、大学1年の春休みに、かつて一緒に暮らしていた田舎の祖母宅を訪れる途中で、幼馴染みの紘希と再会する。家業のイチゴ農家を継いでいる紘希は、真智子がこれまでに恋した唯一の男性だったが、ちょうど見合い話が進展していた。真智子に自分を選んでほしいと告げられて、からかわれていると思い怒る紘希だったが、密かに抱いていた真智子への想いを諦められず、最後には真智子を選ぶ。

## 主な登場人物
中川 すみれ（なかがわ すみれ）
高校3年生。高校1年生の時に自ら伊勢に告白し、彼と一緒に居たいと百人一首クラブに入部。一人っ子のため、高校卒業後は地元の大学に進学。ベーカリーショップでアルバイトをしている。
遠距離恋愛に悩むものの、「一生この人だけだから」と変わらぬ愛を誓う。
伊勢 隼人（いせ はやと）
高校3年生。かつては柔道部に所属していたが、百人一首クラブの部長。古典好きで、憧れの教授に学ぶため北海道大学文学部を志望し、その後入学。札幌で暮らす。
井口 真智子（いぐち まちこ）
すみれの友人で同級生。愛称はマチ。高級ホテル株主の祖父がいる。伊勢との遠距離恋愛に不安や悩みを抱えるすみれを励まし、祖父が株主配当でもらったホテル優待券をすみれに渡して（のちに返された。）、「それですみれが、伊勢くんを誘うのよ。」と後押しする。
すみれとは逆に、恋愛が長続きしないタイプだったが、幼馴染の紘希と再会。イチゴ収穫の手伝いをする内に紘希への思いがよみがえり告白するが、一度は断られる。後に結ばれた。
山口 紘希（やまぐち こうき）
真智子の幼馴染。真智子より3歳年上。真智子の祖母の家の近くで、実家のイチゴ農家を継いでいる。
縁談が進んでいたが、真智子への思いに気付き、婚約者・理江に別れを告げ真智子と結ばれる。

## 書誌情報
- 末次由紀 『君は僕の輝ける星』 講談社〈講談社コミックスフレンド〉全1巻、2004年7月13日発売、ISBN 4-06-341391-8[1]